# Глибочанський заказник
Глибочанський — ботанічний заказник місцевого значення в Україні. Об'єкт природно-заповідного фонду Полтавської області. 
Розташований у межах Глобинського району поблизу с. Заможне на лівому березі р. Псел. 
Площа 47,4 га. Створений рішенням Полтавської обласної ради від 04.09.1995. Перебуває у користуванні Заможненської сільської ради.
Охороняються цінна ділянка лучно-степової рослинності та листяного лісу у долині р. Псел. Місце зростання рослин, занесених до Червоної книги України та регіонально рідкісних видів, зокрема шавлія поникла, белевалія сарматська, горицвіт весняний, астрагал шерстистоквітковий, рябчик малий та ковила волосиста.